# Astronium mirandae
Astronium mirandae là một loài thực vật có hoa trong họ Đào lộn hột. Loài này được F.A.Barkley mô tả khoa học đầu tiên năm 1968.